# Feketéslemezű harmatgomba
A feketéslemezű harmatgomba (Stropharia melanosperma) a harmatgombafélék családjába tartozó, Eurázsiában. Észak-Afrikában és Észak-Amerikában honos, réteken, legelőkön élő, nem ehető gombafaj.

## Megjelenése
A feketéslemezű harmatgomba kalapja 1-4 cm széles, alakja kezdetben félgömbszerű, később domború lesz; laposra nem terül ki. Színe fiatalon hófehér, később szürkésfehér, a közepén sárgásfehér. Széle aláhajló, kissé hullámos, berepedezhet; fiatalon vélummaradványoktól rojtos lehet. Felszíne sima, enyhén ragadós, matt.
Húsa vékony, fehér, sérülésre nem színeződik el. Szaga nem jellegzetes vagy kissé kátrányszerű, íze fanyar, kellemetlen. 
Sűrűn álló, széles lemezei tönkhöz nőttek vagy kissé felkanyarodók. Színük fiatalon fehéres, rózsaszínes, később ibolyásszürkék, majd feketések lesznek, gyenge lilás árnyalattal. Élük mindvégig fehéren pelyhes.
Tönkje 4–8 cm magas és 0,4-0,7 cm vastag. Jól fejlett, egyenletesen vastag, kemény tapintású, törékeny, idős korára csövesedik. Felszíne a gallér felett fehér, finoman púderes, alatta fehéren hosszanti szálak láthatók rajta, amelyek a töve felé kissé elbarnulnak. Gallérja vékony, lógó, bordás felszínű, fiatalon fehér, később a ráhulló spórák miatt barnás.
Spórapora sötét lilásszürke. Spórái nagyjából ellipszoidok, egyik végük csonkolt; simák, méretük 10-13 x 6-7,5 μm.

### Hasonló fajok
A mérgező sárga harmatgombával lehet összetéveszteni. 

## Elterjedése és termőhelye
Európában, Észak-Afrikában, a Kaukázusban, Szibériában és Észak-Amerikában honos. Magyarországon nem ritka.   
Tápanyagban gazdag, trágyázott legelőkön, réteken, parkok, kertek pázsitjában található meg. Tavasztól késő őszig terem. 

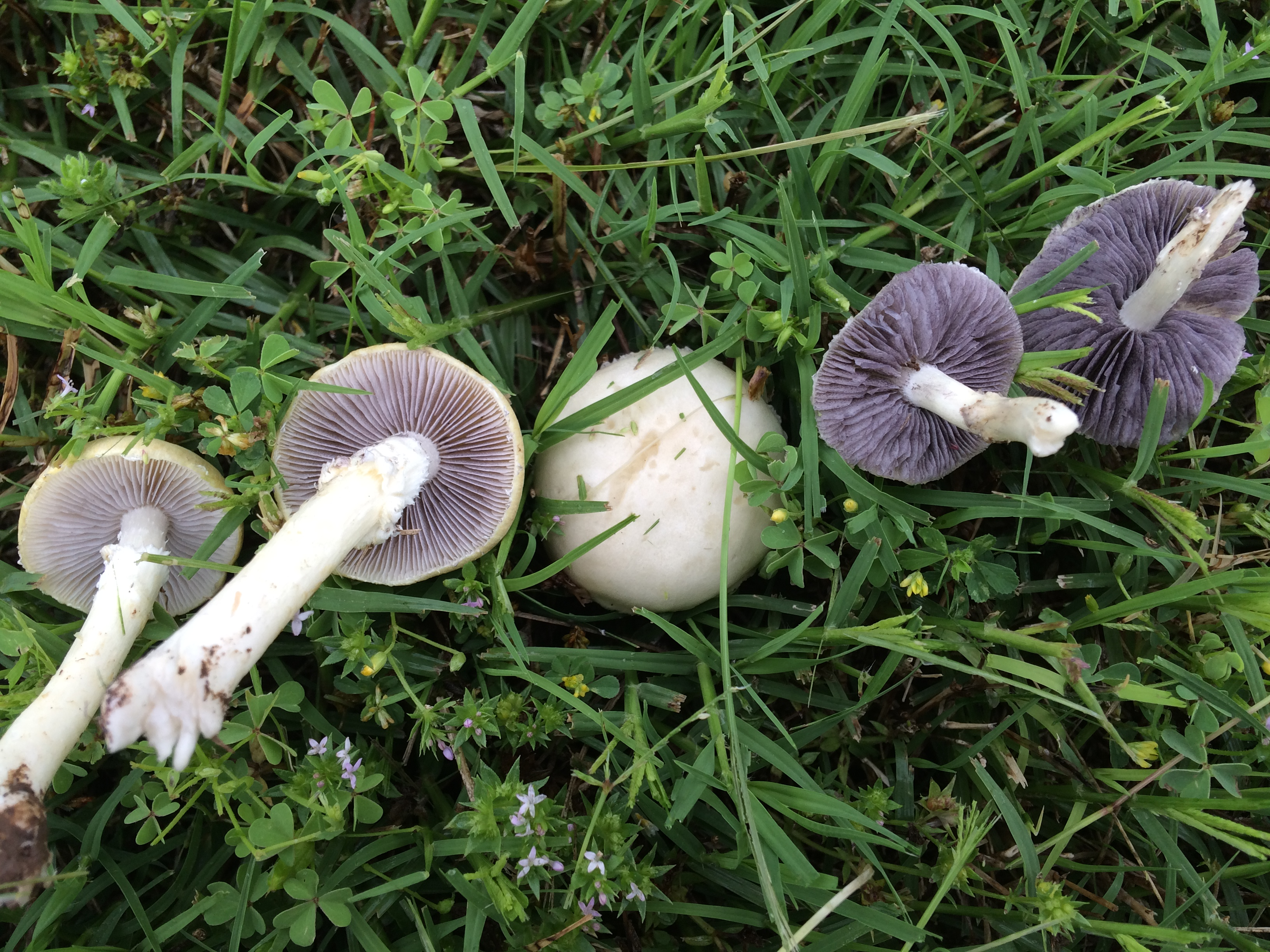
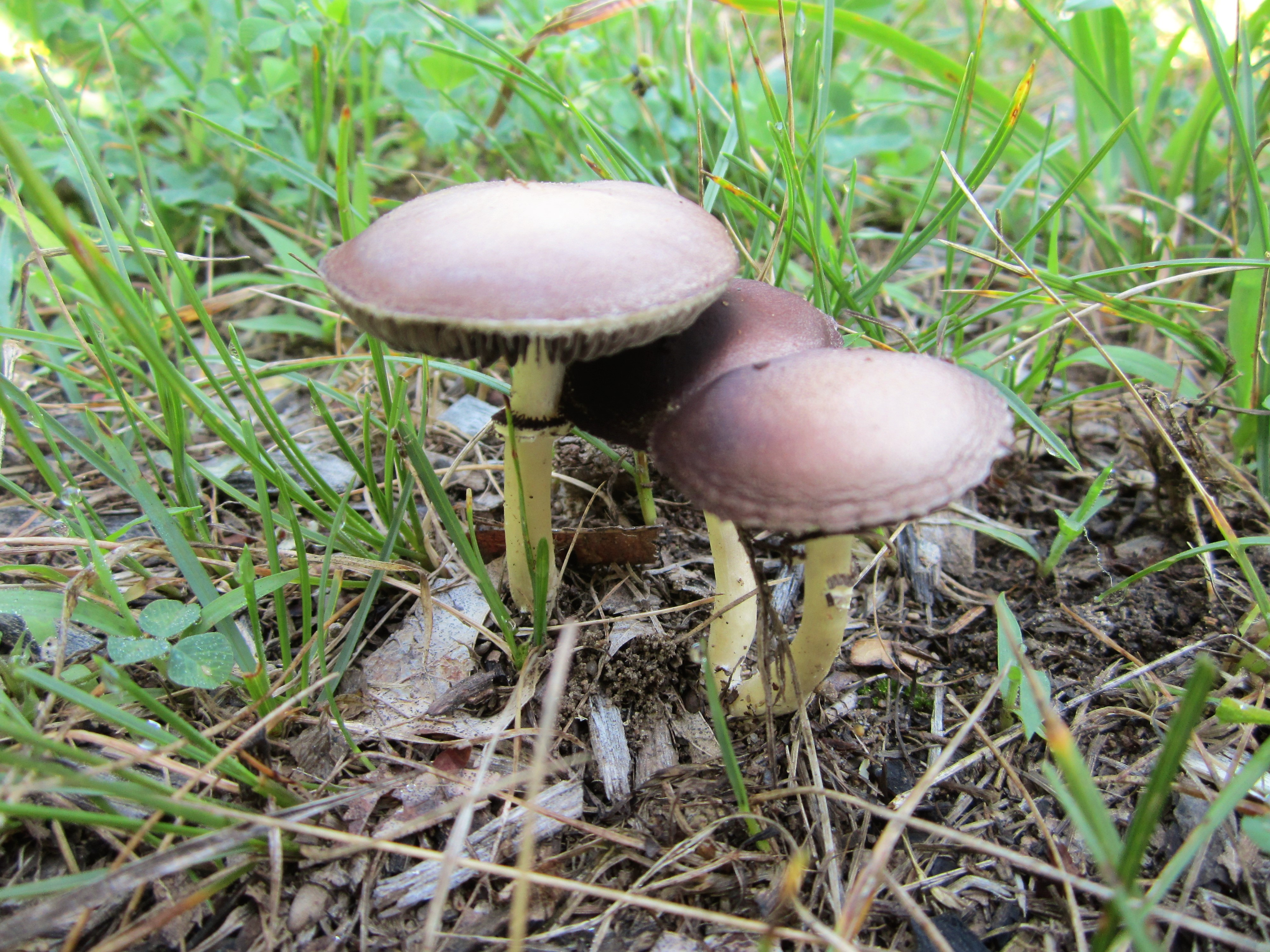
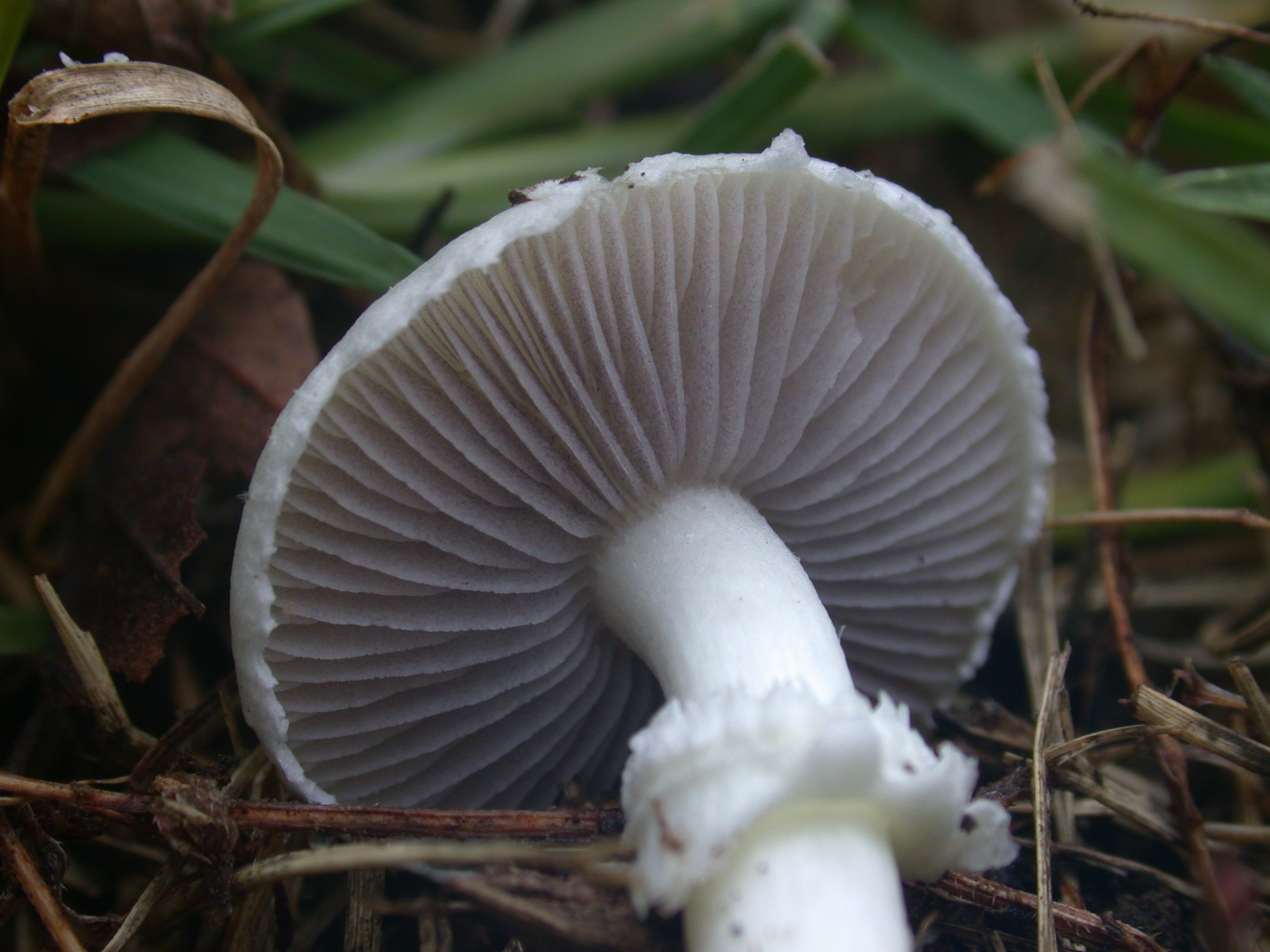
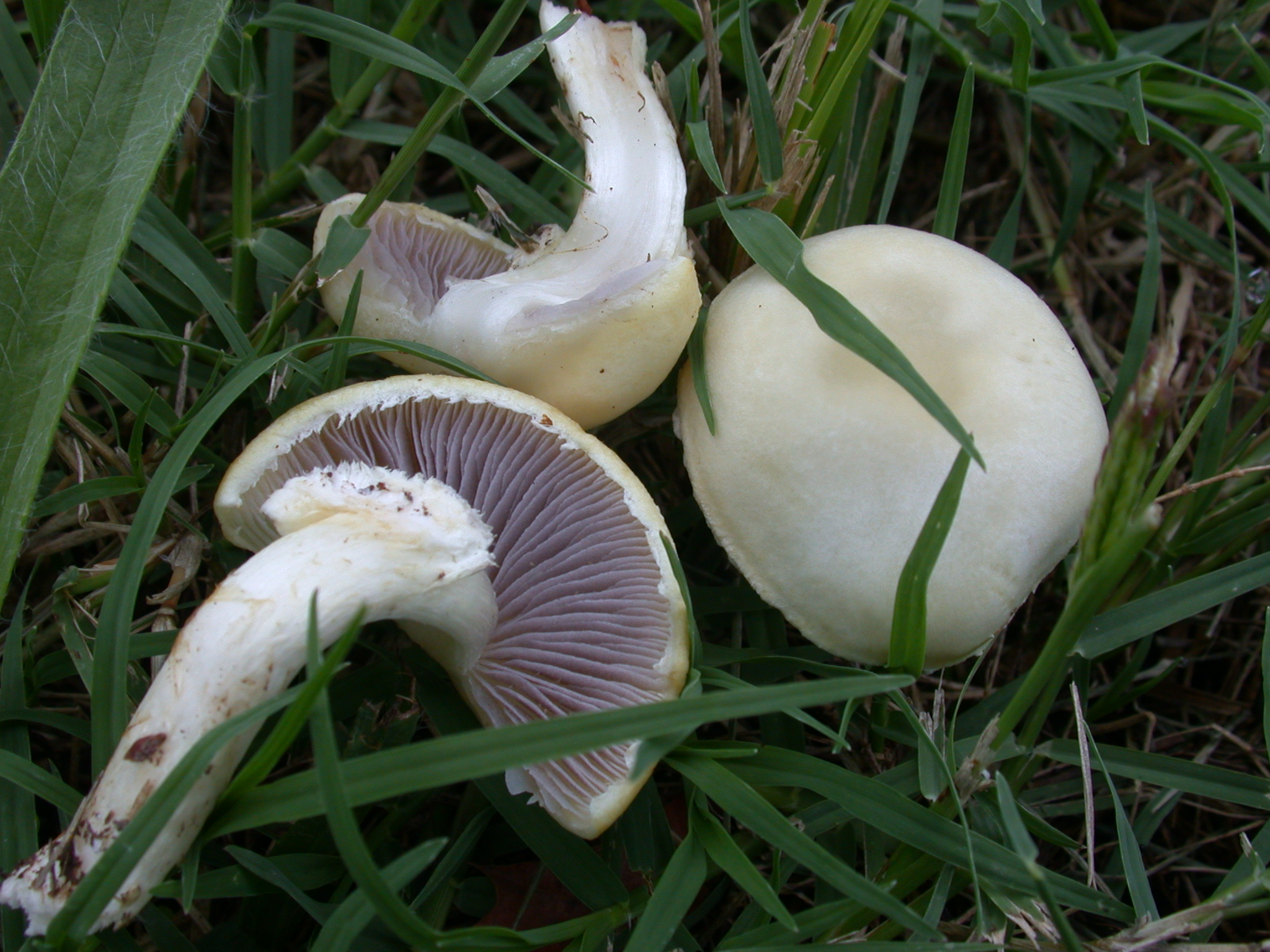
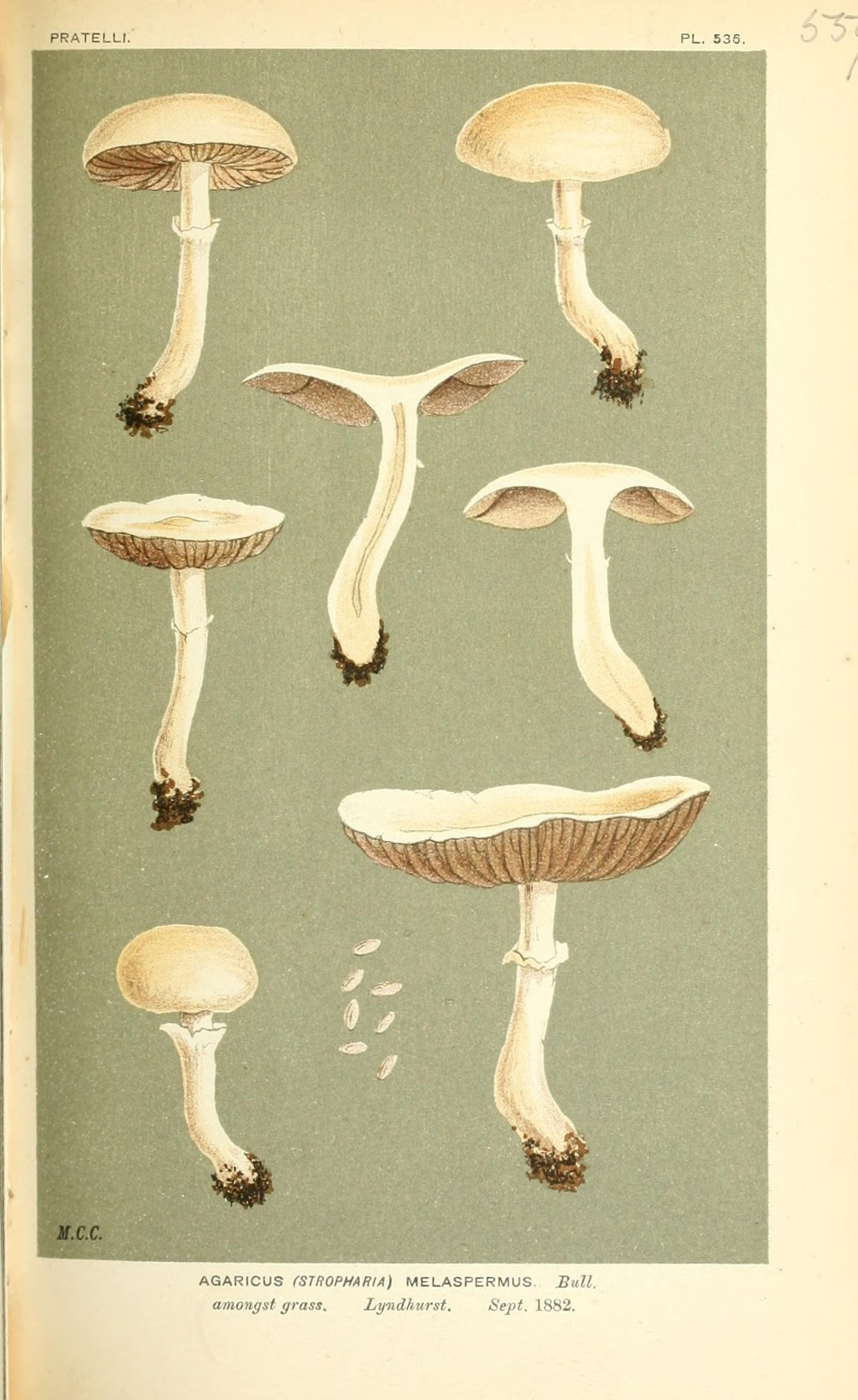

Nem ehető gomba.   